# Niepiecyno (osiedle przy stacji)
Niepiecyno (ros. Непецино) – osiedle przy stacji w Rosji, w obwodzie moskiewskim, w okręgu miejskim Kołomny. W 2010 liczyło 61 mieszkańców.